# Felícia Fuster i Viladecans
|  | No s'ha de confondre amb Felicià Fuster Jaume. |

Felícia Fuster i Viladecans (barri de la Barceloneta, Barcelona, 7 de gener de 1921 – París, 4 de març de 2012) fou una poeta, pintora i traductora catalana que va viure a París des del 1951.

## Biografia

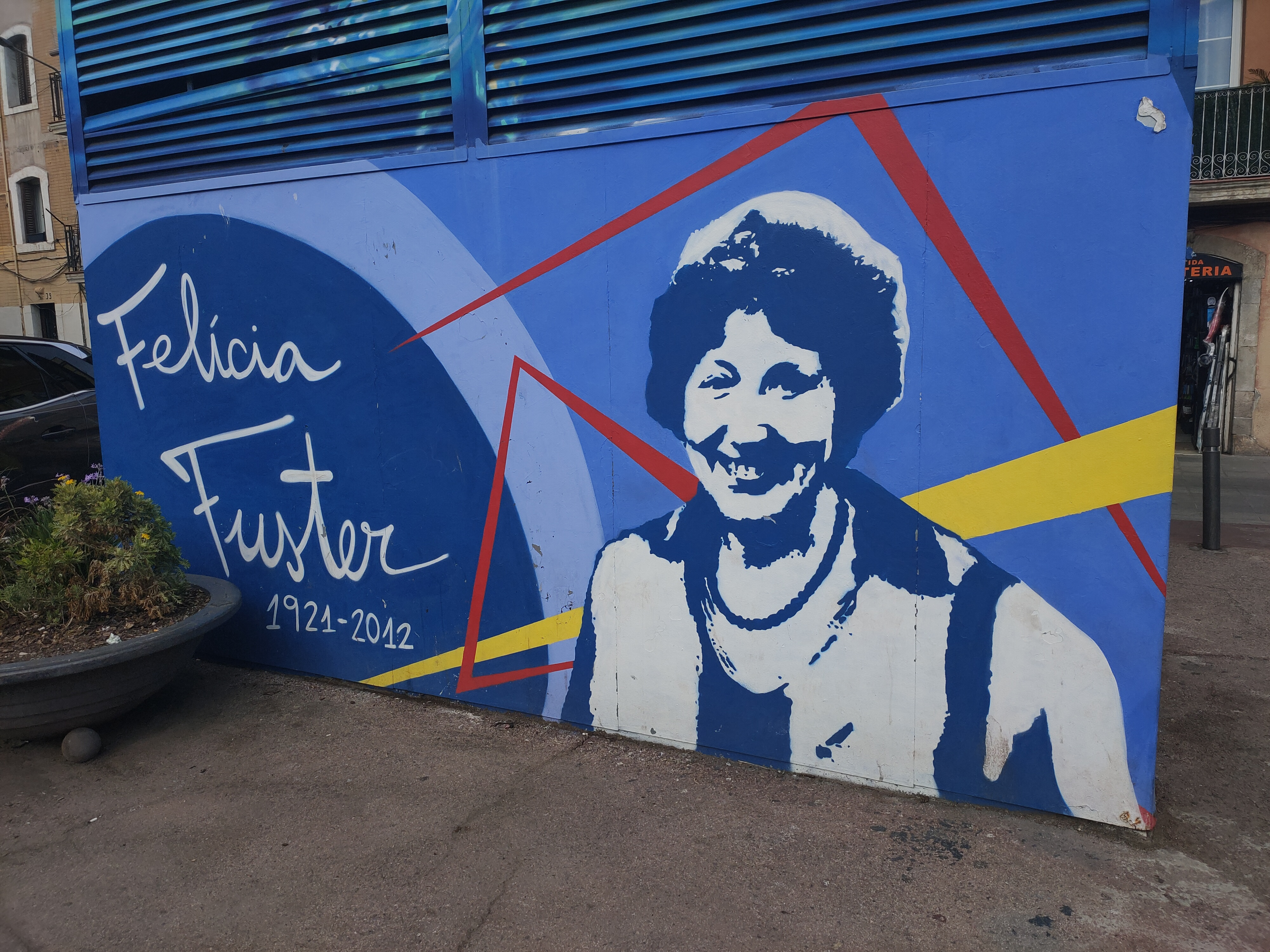
Mural d'homenatge a Barcelona

Filla de Ramon Fusté i Vilá (+1963) i Francisca Viladecans i Sala. Els seus avis materns eren Rafael Viladecans i Autonell originari de Castellterçol i Felícia Sala, propietaris de "Casal Felícia" on l'escriptora hi passà part de la guerra civil.
Va viure fins als 6 o 7 anys a La Barceloneta, on se sentia molt arrelada, fins que al 1927 es van mudar al Guinardó. Estiuejava a Castellterçol, al Casal Felícia, batejat pel seu avi en honor seu.
Els primers estudis artístics s'inicien de forma oficial a partir del 1933 a l'Escola Massana però hi ha la figura fonamental de Josep Francesc Ràfols i Fontanals que va afavorir el seu coneixement avançat en el camp del dibuix i la pintura així com l'accés a l'ensenyament que oferia aquesta escola d'art. Fuster també va combinar aquests estudis amb l'Institut de Cultura i Biblioteca Popular de la Dona.
Al 1950 viatja a París per millorar el francès i un any després decideix d'establir-se definitivament en un "exili voluntari" fent-hi treballs de gravat de vidre per encàrrec i compaginant-ho amb la docència com a professora d'espanyol a l'escola d'idiomes Berlitz i realitzant viatges per tot Europa.
És autora d'Una cançó per a ningú i trenta diàlegs inútils (1984; finalista premi Carles Riba), Aquelles cordes del vent (1987) i I encara (1987), entre d'altres. La seva obra està influenciada per la filosofia oriental, sobretot la japonesa, que es reflecteix en llibres com Postals no escrites (2001), l'assaig La poesia japonesa moderna (1988) i l'antologia Poesia japonesa contemporània (1988).
El 2021 va ser l'Any Felícia Fuster, amb motiu de la celebració dels 100 anys del seu naixement, i es va inaugurar una placa literària a la casa on va néixer. La Institució de les Lletres Catalanes va produir una exposició itinerant amb col·laboració amb el Servei de Biblioteques de la Generalitat de Catalunya, comissariada per Lluïsa Julià, responsable de l'Any Felícia Fuster.
Un tren de Ferrocarrils de la Generalitat de Catalunya duu el seu nom. A més, l'estació de Provença acull una exposició sobre l'escriptora.

## Obra escrita, bibliografia

### Poesia
- Trilogia basada en una mateixa tècnica de monòlegs de poesia autobiogràfica i confessional, d'imatgeria molt original, de filiació avantguardista:[7]
  - Una cançó per a ningú i Trenta diàlegs inútils, pròleg de Maria-Mercè Marçal. Barcelona: Proa, 1984 (finalista premi Carles Riba).
  - Aquelles cordes del vent, pròleg de Francesc Parcerisas. Barcelona: Proa, 1987.
  - I encara. València: Eliseu Climent, Editor / Edicions 3i4, 1987 (Premi Vicent Andrés Estellés 1987).
- Passarel·les/Mosaïques. (plaquette o plec de poesia en català i francès) Barcelona: Cafè Central, 1992.
- Versió original. València: Germania, 1996 - una llarga i profunda meditació lírica sobre la guerra dels Balcans.[7]
- Sorra de Temps Absent. Lleida: Pagès Editors, 1998, ISBN 84-7935-484-4 (finalista premi Màrius Torres 1997) - trenca amb la seva poètica anterior per endinsar-se encara més en el terreny de l'experimentalisme.[7]
- Postals no escrites, prefaci i dibuixos d'Albert Ràfols-Casamada, epíleg de D. Sam Abrams. Barcelona: Proa, 2001 - crònica d'un viatge al Japó i homenatge a la cultura oriental, escrita en haikus a la manera de Basho.[7][12][13]

### Poesia escrita enfrancès
Llibres d'artista:
- Écume fêlée, livre libre, serigrafies i poesia en francès, edició limitada de 30 exemplars.
- Au bout des os au bout des mots, livre libre, serigrafies i poesia en francès, edició limitada de 30 exemplars, 1989.

### Poesia antologada a
- D. Sam Abrams (curador): Survivors. Barcelona: Institut d'Estudis Nord-americans, 1991 (antologia en anglès).
- Montserrat Abelló; Neus Aguado; Lluïsa Julià i Maria-Mercè Marçal (curadores): Paisatge Emergent. Trenta poetes catalanes del segle XX. Barcelona: Edicions de la Magrana, 1999.
- Vinyet Panyella (curadora): Contemporànies. Antologia de poetes dels Països Catalans. Barcelona: Institut Català de la Dona, 1999.
- Carme Riera (curadora): Antologia catalana de poesia. Barcelona: Editorial Planeta, 2003.
- D. Sam Abrams; Àlex Broch; Margarida Casacuberta; Isidor Cònsul i Neus Real (curadors). 21 escriptores per al segle XXI. Barcelona: Proa, 2004.

### Prosa
- "A dins a fora", dins Barceldones. Barcelona: Edicions de l'Eixample, 1989.

### Crítica literària / assaig
- "La poesia japonesa moderna", Revista de Catalunya núm. 19, maig del 1988, pp. 131-150.

### Traduccions realitzades per l'autora
Del francès:
- Marguerite Yourcenar: Obra negra [L'Œuvre au noir], novel·la. Barcelona: Proa, 1984.

Del japonès:
- Poesia japonesa contemporània, traducció en col·laboració amb Naoyuki Sawada, pròleg de Felícia Fuster. Barcelona: Proa, 1988.

Al japonès:
- Poesia catalana contemporània traducció en col·laboració amb Naoyuki Sawada. Tòquio: Shichosha, 1988.

### Obres de l'autora traduïdes a altres idiomes
A l'anglès:
- Survivors, edició i traducció a cura de D. Sam Abrams. Barcelona: Institut d'Estudis Nord-americans / Institute of North American Studies, 1991.

Al francès?:
- Passarel·les/Mosaïques. (plaquette o plec de poesia en català i francès) Barcelona: Cafè Central, 1992 - traducció en bilingüe o bé obra escrita en dues idiomes?

## Obra plàstica

### Catàlegs d'art
- Nora Ancarola i Lola Donaire i Abancó (curadores): Felícia Fuster, obra plàstica. Fundació Felícia Fuster, 2008.

## Premis i reconeixements
- 1984 - finalista Premi Carles Riba de poesia pel recull Una cançó per a ningú i Trenta diàlegs inútils.[5]
- 1987 - Premi Vicent Andrés Estellés de poesia pel recull I encara.[14]

## Homenatges
- 2022 diada de Sant Jordi. Acte poètic Sitges en Vers X homenatge a Felícia Fuster.[15]